# Ludia pseudovetusta
Ludia pseudovetusta är en fjärilsart som beskrevs av Pierre Claude Rougeot 1978. Ludia pseudovetusta ingår i släktet Ludia och familjen påfågelsspinnare. Inga underarter finns listade i Catalogue of Life.